# Copa Gonzalo Jiménez de Quesada
La Copa Gonzalo Jiménez de Quesada fue torneo de fútbol amistoso disputado en Bogotá,  fue el regalo que la Federación Colombiana de Fútbol le hizo a la capital cuando el 6 de agosto de 1988 celebró sus 450 años de fundación, el torneo recibió su nombre en honor al conquistador y fundador de la ciudad el español Gonzalo Jiménez de Quesada.
El torneo se disputó en agosto de 1988 en el tomaron partida la selección local de Colombia, Uruguay campeón de América y los dos clubes más tradicionales de la ciudad el Club Deportivo Los Millonarios e Independiente Santa Fe.

## Resultados
| Equipo                  | Pts. | PJ | PG | PE | PP | GF | GC | Dif |
| ----------------------- | ---- | -- | -- | -- | -- | -- | -- | --- |
| Colombia                | 4    | 3  | 2  | 0  | 1  | 4  | 2  | 2   |
| Millonarios Fútbol Club | 4    | 3  | 2  | 0  | 1  | 3  | 2  | 1   |
| Independiente Santa Fe  | 3    | 3  | 1  | 1  | 1  | 1  | 2  | -1  |
| Uruguay                 | 1    | 3  | 0  | 1  | 2  | 2  | 4  | -2  |

### Primera fecha
| 2 de agosto de 1988 | Colombia                                 | 2:0 | Santa Fe | El Campín, Bogotá                                      |                                                        |
|                     | Bernardo Redín 43' · Alex Valderrama 49' |     |          | Asistencia: 14,687 espectadores Árbitro(s): Jesús Díaz | Asistencia: 14,687 espectadores Árbitro(s): Jesús Díaz |

| 2 de agosto de 1988 | Millonarios                                     | 2:1 | Uruguay          | El Campín, Bogotá                                         |                                                           |
|                     | Juan Carlos Díaz 47' · Oscar Eduardo Juárez 62' |     | Gustavo Dalto 6' | Asistencia: 14,687 espectadores Árbitro(s): Armando Pérez | Asistencia: 14,687 espectadores Árbitro(s): Armando Pérez |

### Segunda fecha
| 4 de agosto de 1988 | Santa Fe | 0:0 | Uruguay | El Campín, Bogotá                                           |  |
|                     |          |     |         | Asistencia: 11,254 espectadores Árbitro(s): John Jairo Toro |  |

| 4 de agosto de 1988 | Colombia | 0:1 | Millonarios          | El Campín, Bogotá                                            |                                                              |
|                     |          |     | Juan Carlos Díaz 48' | Asistencia: 11,254 espectadores Árbitro(s): Fernando Palacio | Asistencia: 11,254 espectadores Árbitro(s): Fernando Palacio |

### Tercera fecha
| 7 de agosto de 1988 | Colombia                                 | 2:1 | Uruguay     | El Campín, Bogotá                                          |                                                            |
|                     | Arnoldo Iguarán 62' · Bernardo Redín 77' |     | Herrera 73' | Asistencia: 18,497 espectadores Árbitro(s): Octavio Sierra | Asistencia: 18,497 espectadores Árbitro(s): Octavio Sierra |

| 7 de agosto de 1988 | Santa Fe         | 1:0 | Millonarios | El Campín, Bogotá                                         |                                                           |
|                     | Armando Díaz 81' |     |             | Asistencia: 18,497 espectadores Árbitro(s): Armando Pérez | Asistencia: 18,497 espectadores Árbitro(s): Armando Pérez |

| Colombia                   |
| Campeón Selección Colombia |
| 1.er título                |

### Goleadores
| jugador          | Equipo      | Goles |
| ---------------- | ----------- | ----- |
| Arnoldo Iguarán  | Colombia    | 2     |
| Juan Carlos Díaz | Millonarios | 2     |